# Pallacanestro ai XIV Giochi del Mediterraneo
I tornei di pallacanestro ai XIV Giochi del Mediterraneo si sono svolti nel 2001 a Tunisi.